# 내성 (약물)
내성(drug tolerance, 약물 견딤)이란 약물을 정량 반복적으로 사용했을 때 효과가 감소하는 것이다. 내성은 약물의 효험을 감소시키지만, 반드시 약물의존증이나 탐닉증과 관련이 있는 것은 아니다.
내성의 반대 개념을 역내성이라고 한다. 내약성(tolerability), 저항성(resistance)과 혼동될 수 있으므로 주의를 요한다.

## 같이 보기
- 탐닉